# Gianfrancesco Malfatti
Gianfrancesco Malfatti all'anagrafe Giovanni Francesco Malfatti (Ala, 26 settembre 1731 – Ferrara, 9 ottobre 1807) è stato un matematico italiano.
È stato uno dei matematici italiani più importanti della seconda metà del XVIII secolo; ricordato soprattutto per le sue ricerche in geometria, si interessò anche di algebra, analisi e meccanica. È imparentato con Francesco Malfatti di Montetretto. 

## Biografia

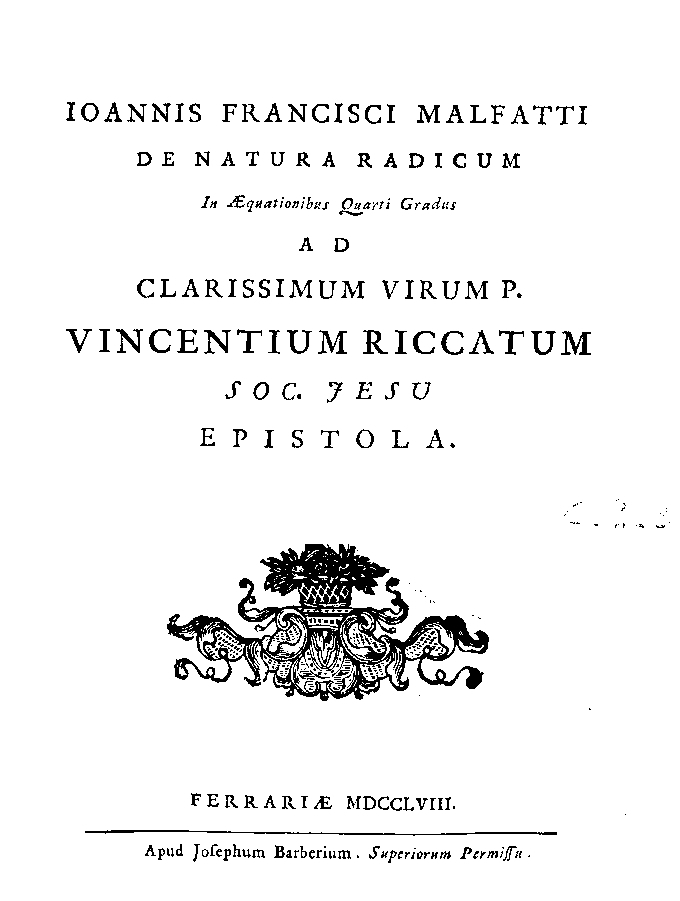
De natura radicum in aequationibus quarti gradus, 1758

Dopo gli studi elementari a Trento e quelli superiori nel Collegio dei Gesuiti a Verona, si trasferì a Bologna per frequentare gli studi universitari, dove fra l'altro ebbe l'opportunità di studiare con famosi scienziati dell'epoca come Francesco Maria Zanotti e Laura Bassi; studiò matematica con il gesuita Vincenzo Riccati, docente nel collegio della città. Nel 1754, accettando l'incarico di bibliotecario offertogli dal Marchese Cristino Bevilacqua, andò a vivere a Ferrara, città in cui rimase per tutto il resto della sua vita.
Acquistata una certa notorietà in ambito nazionale, soprattutto per i suoi studi intorno alla risoluzione delle equazioni algebriche, a partire dal 1771 gli venne assegnata la Cattedra di matematica ed idrostatica all'Università degli Studi di Ferrara, dove insegnò per circa un trentennio discipline quali algebra, analisi, geometria e meccanica. A Ferrara arrivò per volontà del Cardinale Giovanni Maria Riminaldi, il quale, nella funzione di Presidente dell'Università, scelse di affidare l'insegnamento a veri specialisti.
Partecipò attivamente a due fra gli eventi culturali più significativi della cultura italiana nella seconda metà del Settecento:
- la fondazione della Società Italiana delle Scienze (1782), voluta da Antonio Maria Lorgna, che rappresentava un progetto culturale di grande portata: formare una libera comunità a livello nazionale di intellettuali e scienziati, che si confrontassero intorno ad argomenti scientifici attraverso i loro scritti e le loro memorie;
- il progetto di una "Nuova Enciclopedia Italiana", elaborato principalmente da Alessandro Zorzi con l'intento di aggiornare e migliorare la grande Encyclopédie francese, che ebbe anche in Italia grande successo e diffusione.

È interessante osservare che per la pubblicazione delle Memorie della Società Italiana delle Scienze fu imposta la regola dell'utilizzo della lingua italiana; Malfatti, che fu uno dei soci più attivi, già dal 1779 aveva preso la decisione di scrivere i suoi lavori scientifici in lingua italiana e non più in latino, scelta che fu presto condivisa da molti uomini di scienza italiani di questo periodo.
Gli anni 1780 furono caratterizzati dal rafforzamento della collaborazione di Malfatti con altri matematici come Alfonso Bonfioli Malvezzi, Antonio Cagnoli, Sebastiano Canterzani, Gregorio Fontana, Giordano Riccati, Leonardo Salimbeni.
Verso la fine del decennio 1780-90 Malfatti cominciava a soffrire di disturbi alla vista e di affezione all'apparato respiratorio.
In questo periodo arrivavano in Italia gli echi della confusa situazione d'oltralpe e delle novità introdotte dalla Rivoluzione francese e dalle vicende napoleoniche, e Malfatti guardava con simpatia ai fermenti innovatori.
Quando i Francesi nel 1796 entrarono a Ferrara, Malfatti aderì al nuovo ordine e partecipò in prima persona a progetti di organizzazione e di riforma delle scuole e della istruzione pubblica, dedicando particolare attenzione alla istruzione universitaria.
Con l'ingresso degli Austro-Russi in Ferrara nel 1799 vennero abolite le innovazioni da poco introdotte e fu ristabilito il vecchio ordinamento; a Malfatti furono revocati gli incarichi universitari, ma nel 1801, anno del rientro dei Francesi, venne reintegrato nell'insegnamento universitario.
Di lì a poco, essendo trascorso un trentennio di insegnamento, fu assolto con la giubilazione dagli impegni accademici. Poté quindi dedicare gli ultimi anni della sua vita ad una intensa attività scientifica, anche grazie ad un intervento di cataratta a cui si sottopose, che lo guarì dai problemi di vista.
Nel 1805 Malfatti ricevette la nomina di Pensionario anziano della Società Italiana delle Scienze. Morì a Ferrara il 9 ottobre 1807.

### Studi e attività

La proprietà gravitazionale della lemniscata

La produzione scientifica degli anni giovanili riguarda principalmente la risoluzione delle equazioni algebriche; su questo argomento pubblica negli anni 1758-59 a Ferrara due opuscoli, sotto forma di lettere a Vincenzo Riccati, che per Malfatti era stato uno stimato maestro negli anni di studio a Bologna.
Le sue ricerche in questo campo proseguono negli anni successivi, e nel 1771 pubblica all'interno degli Atti dell'Accademia dei Fisiocritici di Siena una memoria sulla teoria delle equazioni algebriche ("De aequationibus quadrato-cubicis dissertatio analytica"), contenente diverse idee innovative; questa memoria conferisce a Malfatti una certa notorietà in ambito nazionale.
Gli interessi matematici di Malfatti si rivolgono negli anni seguenti anche al campo della probabilità, dell'analisi combinatoria e della teoria delle equazioni alle differenze finite.
Nell'arco di sette anni pubblica quattro memorie su questi argomenti: la prima consiste in un saggio di argomento matematico sul gioco del lotto, inserito in appendice nel Prodromo della "Nuova Enciclopedia Italiana", stampato a Siena nel 1779; la seconda e la terza si trovano rispettivamente nel tomo 1 (pubblicato nel 1782) e nel tomo 3 (pubblicato nel 1786) delle Memorie di Matematica e Fisica della Società Italiana delle Scienze; queste sono due memorie di notevole pregio scientifico, la prima riguardante un problema di calcolo delle probabilità di Daniel Bernoulli, la seconda contenente un'ampia trattazione sulle serie ricorrenti, che rappresentano un importante sviluppo delle serie numeriche nell'analisi matematica del Settecento;
il quarto scritto è un breve saggio che trova pubblicazione sull'Antologia Romana nel 1785.
Ricordiamo che gli studi sulle serie ricorrenti trovano in quegli anni diverse applicazioni nella teoria dei giochi, nella approssimazione delle radici di equazioni algebriche e nella teoria delle equazioni alle differenze finite.
I lavori di Malfatti che attirano maggiormente l'attenzione dei contemporanei sono soprattutto quelli nel campo dell'analisi e della teoria delle equazioni algebriche, che si ritrovano spesso nella sua produzione scientifica.
Ma i suoi interessi riguardano anche l'ambito geometrico: ricordiamo nel 1781 la pubblicazione a Pavia di un trattatello sulle curve ovali di Cassini e su una loro proprietà di isocronismo; altri tre scritti di argomento geometrico sono pubblicati nelle Memorie della Società Italiana delle Scienze, e riguardano la soluzione generale di un problema sintetico che trae origine dalle "Collezioni Matematiche" di Pappo (pubblicato nel tomo 4 delle Memorie, anno 1788), lo studio di un problema stereotomico (pubblicato nel tomo 10, anno 1803) e la trattazione di un problema geometrico di ottimizzazione (pubblicato nel tomo 13, anno 1807).
Il problema stereotomico trattato nella memoria del 1803 fu quello che gli diede maggiore notorietà (ed è noto ancora oggi col nome di Problema di Malfatti): si tratta di ricavare da un prisma retto a base triangolare tre cilindri retti aventi l'altezza del prisma ed il maggiore volume possibile. Il problema si riconduce all'inscrizione di tre cerchi in un triangolo qualunque, in modo che ciascun cerchio sia tangente agli altri due ed a due lati del triangolo.
Questo problema fu ripreso dai maggiori studiosi di geometria dell'Ottocento: Steiner, Plücker, Cayley, Clebsch e divenne un banco di prova per le principali teorie geometriche che si stavano sviluppando.
Come notiamo Malfatti si rivela uno dei soci più attivi della Società Italiana delle Scienze. Oltre agli scritti già citati ricordiamo:
- nel 1784 pubblica una memoria sull'integrazione di alcune forme differenziali e di funzioni algebriche, che Malfatti riconduce ad integrali che esprimono la lunghezza di archi di ellisse o di iperbole;
- sempre nel 1788, partendo da una dimostrazione di Eulero e da un lavoro meno noto del gesuita Carlo Francesco Gianella, pubblica alcune riflessioni sull'utilizzo delle serie divergenti e sull'approssimazione delle radici delle equazioni algebriche;
- altri problemi di teoria dei numeri saranno oggetto di un saggio di parecchi anni dopo (1805).

Per quanto riguarda i suoi interessi nel campo della meccanica, ricordiamo due importanti lavori che si trovano all'interno delle Memorie della Società Italiana delle Scienze: nel 1794 pubblica un lavoro dal titolo "Determinazione del tempo che impiega un grave discendente per un canale circolare", e cinque anni più tardi uno studio di statica dal titolo "Tentativo sul problema delle pressioni che soffrono gli appoggi collocati agli angoli di una figura, derivate da un peso posto dentro la sua aia".
Ricordiamo infine che sull'unico volume delle Memorie della Reale Accademia di Scienze, Lettere ed Arti in Mantova (edito nel 1795) Malfatti pubblica lo scritto "Pensieri sulla famosa questione dei logaritmi dei numeri negativi" (sulla cui argomentazione si erano cimentati tanti autori, tra i quali Eulero e Boscovich).

## Opere
- (LA) De natura radicum in aequationibus quarti gradus, Ferrara, Giuseppe Barbieri, 1758.
- Epistola altera ad... Vincentium Riccatum. Ferrariae, apud Iosephum Barberium (1759).
- De aequationibus quadrato-cubicis dissertation analitica. Atti dell'Accademia delle Scienze di Siena, t. 4 (1771) pp. 129–185.
- Lotto. Prodromo della Nuova Enciclopedia Italiana, Siena, per Vincenzo Pazzini Carli e figli, e Luigi e Benedetto Bindi (1779) pp. 66–95.
- Della Curva Cassiniana e di una nuova proprietà meccanica della quale essa è dotata, trattato sintetico. In Pavia, nella stamperia del Monastero di S. Salvatore (1781).
- Esame critico di un problema di probabilità del Sig. Daniele Bernoulli, e soluzione d'un altro problema analogo al Bernulliano. Memorie di Matematica e Fisica della Società Italiana, t. 1 (1782) pp. 768–824.
- Delle formole differenziali la cui integrazione dipende dalla rettificazione delle sezioni coniche. Memorie di Matematica e Fisica della Società Italiana, t. 2 (1784) pp. 749–786.
- Giuoco del lotto. Antologia Romana. In Roma, presso Gregorio Settari, t. 11 (1785) pp. 81–95.
- Delle serie ricorrenti. Memorie di Matematica e Fisica della Società Italiana, t. 3 (1786) pp. 571–663.
- Soluzione generale di un problema geometrico di Pappo Alessandrino. Memorie di Matematica e Fisica della Società Italiana, t. 4 (1788) pp. 201–205.
- (FR) Jean Michel Briolo (a cura di), Essai analytique sur l'intégration de deux formules différentielles, et sur la somme générale des séries harmoniques a termes rationnels, in Mémories de l’Acadèmie royale des sciences, Torino, Accademia delle scienze di Torino, 1788-1789,  pp. 53-112.
- Esame di una dimostrazione che dà l'Eulero di un Teorema analitico, e di una celebre regola per determinare la natura e i valori prossimi delle radici di qualunque equazione. Memorie di Matematica e Fisica della Società Italiana, t. 4 (1788) pp. 206–248.
- Determinazione del tempo che impiega un grave discendente per un canale circolare. Memorie di Matematica e Fisica della Società Italiana, t. 7 (1794) pp. 462–477.
- Pensieri sulla famosa questione de' logaritmi de' numeri negativi. Memorie della Reale Accademia di Mantova, t. 1 (1795) pp. 3–54.
- Tentativo sul problema delle pressioni che soffrono gli appoggi collocati agli angoli di una figura, derivate da un peso posto dentro la sua aia. Memorie di Matematica e Fisica della Società Italiana, t. 8 p. 2º (1799) pp. 319–415.
- Memoria sopra un problema stereotomico. Memorie di Matematica e Fisica della Società Italiana, t. 10 p. 1º (1803) pp. 235–244.
- Brevi riflessioni alla critica del tentativo pel problema delle pressioni, fatta dal Sig. Paoli nel t. IX di questa Società. Memorie di Matematica e Fisica della Società Italiana, t. 10 p. 1º (1803) pp. 245–284.
- Lettera al Presidente della Società Italiana delle Scienze. Memorie di Matematica e Fisica della Società Italiana, t. 11 (1804) pp. XXIX-XXXII.
- Dubbi proposti al socio Paolo Ruffini sulla sua dimostrazione dell'impossibilità di risolvere le equazioni superiori al quarto grado. Memorie di Matematica e Fisica della Società Italiana, t. 11 (1804) pp. 579–607.
- Appendice al problema delle pressioni. Memorie di Matematica e Fisica della Società Italiana, t. 12 p. 1º (1805) pp. 100–105.
- Saggio di alcuni problemi numerici. Memorie di Matematica e Fisica della Società Italiana, t. 12 p. 1º (1805) pp. 296–317.
- Problema geometrico: fra i triangoli equilateri, i quadrati e il circolo, che si possa inscrivere in un dato triangolo, sceglier la figura dell'aia massima. Memorie di Matematica e Fisica della Società Italiana, t. 13 p. 1º (1807) pp. 247–284.

## Manoscritti e carteggi conservati nelle biblioteche italiane
Le opere e i carteggi originali relativi a Gianfrancesco Malfatti sono conservati presso diverse biblioteche italiane. La Biblioteca comunale di Ala (luogo di nascita del matematico) conserva lettere autografe a lui indirizzate da Clementino Vannetti, Bianca Laura Saibante e Pietro Vigilio Thun. Conserva inoltre il manoscritto del Trattato delle sezioni coniche e dei luoghi geometrici. Raccoglie inoltre molti dei saggi dedicati al Problema di Malfatti. La Biblioteca civica Vincenzo Joppi di Udine conserva il carteggio con Vincenzo Riccati e Giordano Riccati. Ulteriori carteggi sono conservati dalla Biblioteca civica di Verona e dalla Biblioteca universitaria Estense di Modena. La Biblioteca universitaria di Ferrara conserva ulteriore documentazione relativa al periodo di docenza del matematico alense.